# The New Christs
The New Christs est un groupe de rock australien fondé au début des années 1980 par Rob Younger.

## Biographie
Figure marquante et leader du groupe, et ancien chanteur de Radio Birdman, Rob Younger fut soutenu entre 1984 et 1985 par un autre ancien de Radio Birdman, le guitariste Chris Masuak. The New Christs font partie des groupes qui assurent la postérité du MC5 et des Stooges.
Après un premier 45 tours Waiting World/Face a New God en 1981, Rob Younger reprit temporairement la route avec New Race pour quatorze concerts. The New Christs, d'abord intermittents, sortirent une demi-douzaine de 45 tours entre 1984 et 1988 sur le label australien Citadel, ils furent ensuite regroupés dans l'album "Divine Rites" en 1988.
L'album Distemper suivit en 1989, avec l'apport du guitariste Charlie Owen et en 1985 du bassiste Jim Dickson issu de la formation mythique The Barracudas, et poursuivit la tradition australienne d'un rock âpre et puissant aux influences stoogiennes, avec des guitares agressives et la voix brute de Younger mais aussi quelques accents de jazz avec notamment l'apport des claviers de Louis Tillet (Charlie Owen est, à la base, un guitariste de jazz). Après une pause, le groupe reprit et enregistra le mini album Pedestal (1995) puis Woe Betide en 1996. Lower Yourself, digne successeur des premiers albums des Radio Birdman, parut en 1997 mais avec un line up différent puisque, de la formation originale, ne restait que Rob Younger. À la basse on retrouvait Christian Houllemare (Bad Brains, Happy Hate me nots), un havrais exilé depuis longtemps en Australie, Mark Wilkinson et Al Creed aux guitares et Stu Wilson à la batterie. C'est cette formation qui enregistre l'album We got this.  
En 2006, Rob Younger a repris la route avec Radio Birdman et c'est Jim Dickson qui y tient la place de bassiste, de même que sur l'album que Radio Birdman sort fin 2006  Zeno beach. En même temps, Rob Younger relance une nouvelle mouture des New Christs, avec une section rythmique inchangée puisque composée de Stu Wilson et Chris Dickson, et deux nouveaux guitaristes, Dave Kettley et Brent Williams, ce dernier assurant aussi des parties de claviers sur certains titres. 
Remarquablement stable au regard de l'histoire mouvementée des précédentes incarnations du groupe, cette formation enregistre et sort en 2009 un nouvel album intitulé 'Gloria' sur Impedance Records, ainsi qu'un single 25cm (10") sur Pitshark Records. Elle effectue plusieurs tournées en Europe et aux États-Unis entre 2006 et 2013, dont témoigne une paire d'albums en public ().
En 2013, Stu Wilson quitte le groupe, remplacé par Paul Larsen Loughhead, qui a joué dans les Celibate Rifles, Le groupe, au reste inchangé, sort en juin 2014 un nouvel album, 'Incantations', sur Impedance Records comme le précédent album studio, et effectue pour cette occasion une nouvelle tournée en Europe. Dans le même temps, Radio Birdman effectue aussi des tournées en Europe et aux Etats-Unis, avec désormais trois membres des New Christs qui partagent donc leur temps entre les deux formations: outre Rob Younger, qui les a toutes deux fondées, le bassiste Jim Dickson et le guitariste Dave Kettley.

## Discographie

### Singles
- Waiting World/Face a New God (1981, Green Records)
- Like a Curse/Sun God (1984, Citadel)
- Born Out of Time/No Next Time (1985, Citadel)
- Black Hole/Addiction (1987, Citadel)
- Dropping Like Flies/Dead Girl/I Swear/You'll Never Catch my Wave (1987, Citadel)
- Headin South/I Saw God (1988, Citadel)
- Another Sin/The Burnin of Rome (1989, Citadel)
- I Swear (live)/Black Home (live, 1989, Citadel)
- Groovy Times / On Top Of Me (2001, Munster Rds) (limited ed. of 1000)
- Bonsoir à Vous / Animalisation (July 2009, Pitshark Rds) (limited ed. of 500 numbered)
- The Ledge / Meanwhile (2011, Pitshark Rds) (limited ed. of 500 numbered, 200 white, 300 black)

### Albums
- Divine Rites (1988, Citadel)
- Distemper (1989, Citadel)
- Pedestal (1995, Citadel)
- Woe Betide (1996, Citadel)
- Born Out of Time (compilation, 1996, Citadel)
- Lower Yourself (1997, Citadel)
- Lower Yourself + bonus EP (1997, Citadel)
- We Got This (2002, Laughing Outlaws Records)
- These Rags (compilation de Woe Betide et Lower Yourself, 2002, Citadel Records)
- Gloria (2009, Impedance Records)
- Incantations (2014, Impedance Records)

## Vidéographie
- Descent Into Maelstrom: The Radio Birdman Story (2017, documentaire)

### Liens
- http://profile.myspace.com/index.cfm?fuseaction=user.viewprofile&friendid=132762366 (Site MySpace officiel du groupe)
- http://www.divinerites.com/nchrists.htm (Site 'divinerites' dédié au rock Australien - Section New Christs)
- http://www.divinerites.com/citadel.htm (Site 'divinerites' dédié au rock Australien - Section Citadel Records)
- http://www.citadel-records.com (Site officiel Citadel Records)